# Muhammad IV (Nasrydzi)
Muhammad IV (ur. 1315, zm. 1333) – od 1325 emir emiratu Grenady, W czasie swego panowania utracił wiele miast pogranicznych w wyniku walk z królestwami chrześcijańskimi co zmusiło go do szukania pomocy u Marynidów. W wyniku przewrotu wykonanego przez niezadowolonych z rządów Muhammada możnych Granady władzę objął Jusuf I. 